# Caravana (veículo)

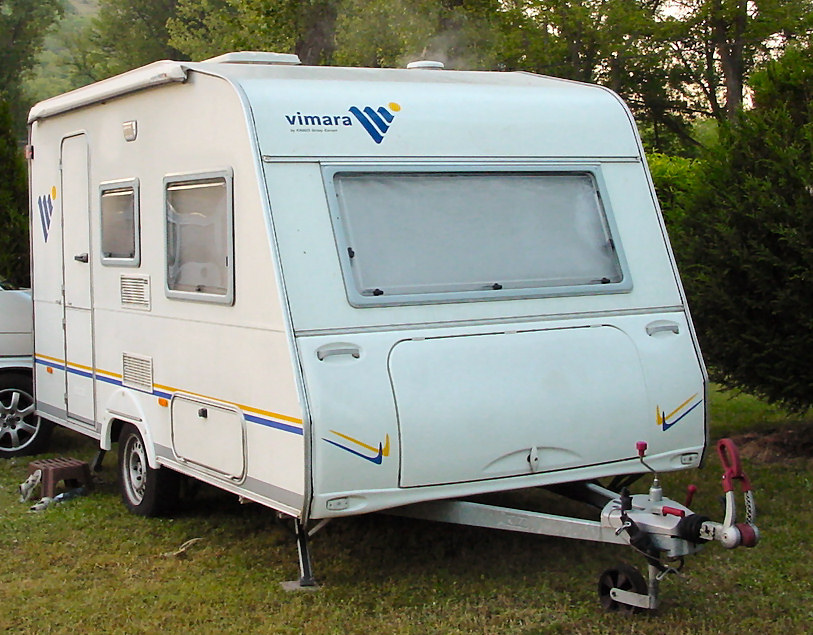
Um exemplo ilustrativo de caravana.

Uma caravana, rulote, roulotte (português europeu) ou casa móvel, casa rodante, trailer (português brasileiro) é um tipo de veículo de reboque fechado e que inclui um mobiliário básico em seu interior a modo de casa ou lar móvel, normalmente com o objectivo do usar de moradia durante as viagens, empregando como elemento tractor, para a sua deslocação, um automóvel.
Pode-se abreviar como RV (do inglês recreational vehicle, veículo recreacional).

## Tipos
Existe também a autocaravana (também chamada casa motocasa ou motorhome), que é um veículo automóvel.
- Caravana,  Camper, roulotte (relote).

## História
A caravana moderna foi inventada pela empresa alemã Dethleffs em 1931.
A moda das caravanas surgiu para os anos 1940 nos Estados Unidos como os surfistas precisavam de se deslocar com comodidade e poder manter num lugar determinado a baixo custo.
As primeiras caravanas consistiam em pouco mais que uma cama e uma cozinha.

## Características gerais
Uma caravana costuma levar no mínimo uma cozinha e uma cama (normalmente para duas pessoas) nos modelos mais básicos e antigos. Nos modelos mais modernos costumam existir três zonas diferenciadas: uma cozinha e casa de banho, salão, dormitório (com cama matrimonial).
Outras caravanas levam liteiras, ou também podem levar dois salões (convertíveis em camas).
As caravanas maiores podem levar três ambientes; isto é, a distribuição da caravana dispõe de um ambiente onde costumam estar ou liteiras ou uma cama única, uma parte central com uma mesa e cozinha, micro-ondas, televisão e geladeira, que segundo modelo, pode ser uma geladeira grande ou pequena e um terceiro ambiente que é onde está localizada a cama de casal.
Dispõem somente de duas rodas, ainda que as maiores também podem ser de duplo eixo (com quatro rodas na parte central), ancoragens especiais para ficar unida ao automóvel e permitir a articulação do conjunto para facilitar a manobralidade à hora de se deslocar. Costumam levar um estabilizador para favorecer a estabilidade do conjunto carro-caravana.
Seu uso habitual é o de substituir à loja de campanha nos acampamentos ou para poder passar uma estadia em algum lugar natural que não possui facilidades de estadia.
Ainda que maioritariamente utilizam-se para pernoitas num parque de campismo, graças a que podem incorporar depósitos de água potável e de águas cinzas (água suja recolhida dos tanques, lavagem e duche), se podem usar autonomamente sem necessidade de entrar em nenhum parque de campismo. Também podem dispor de eletricidade, pode-se-lhe incorporar uma bateria e inclusive painéis solares.
Além da caravana, pode-se-lhes acoplar um toldo para proteger do sol quando se está a realizar uma estrada turística ou quando se pernoita num camping por poucos dias, ou também para quando se pernoita por mais dias, se habilita um avancei que podem ser de diferentes tamanhos e marcas, em função das dimensões da caravana e das necessidades da pessoa.
As caravanas não podem estacionar em via pública nem em áreas de serviço que não estejam autorizadas, com o que podem estar estacionadas numa praça de estacionamento numa cidade ou povoamento, mas em nenhum caso, podem baixar as patas, já que seria um ato de estacionamento e não está permitido.